# Подврих
По́дврих (болг. Подвръх) — село в Кирджалійській області Болгарії. Входить до складу общини Джебел.

## Населення
За даними перепису населення 2011 року у селі проживали 104 особи.
Національний склад населення села:
| Національність   | Кількість осіб | Відсоток |
| ---------------- | -------------- | -------- |
| турки            | 93             | 89,4%    |
| болгари          | 11             | 10,6%    |
| цигани           | 0              | 0%       |
| інша             | 0              | 0%       |
| не визначились   | 0              | 0%       |
| Всього відповіли | 104            |          |

Розподіл населення за віком у 2011 році:
Динаміка населення: